# Upplands runinskrifter 956
Upplands runinskrifter 956 är en runsten som står på norra sidan om Länsväg 282 och ute på fältet sydväst om Vedyxamasten i Danmarks socken, Uppsala kommun.

## Stenen
Stenen restes på sidan om en forntida väg mellan Danmarks kyrka och Bärby i Funbo socken. Flera andra runstenar står längs samma gamla sträcka, bland annat U 945, U 946, U 950 och U 957.
U 956 dokumenterades tidigt men dess märkliga form uppmärksammades inte. Istället uppgav runforskaren Johan Peringskiöld 1710 att stenen var spräckt. Först under 1800-talet upptäcktes att stenen hade en ovanligt kurvig form. Stenen restes igen 1988 på sin nuvarande plats. Uppmålad 2008.

## Inskriften
Inskriften börja på stenens nedre vänstra sida av den lodräta ytan. Den följer sedan runslingan medsols till framsidans nedre högra sida, för att sedan fortsätta på den horisontellt lutande fotdelen och avslutas omedelbart under själva inskriftens början.

### Inskriften i runor
ᛋᛏᛚᚾᛁᛏᚱ᛫ᛚᛁᛏ᛫ᚱᛁᛏᛅ᛫ᛋᛏᛅᛁᚾ᛫ᚦᛁᚾᚭ᛫ᛅᛒᛏᛁᛦ᛫
ᚢᛁᚦᛒᛁᚢᚱᚾ᛫ᚴᚱᛁᚴᚠᛅᚱᛅ᛫ᛒᚢᚾᛅᛏᛅᛋᛁᚾ᛫
ᚴᚢᚦᚼᛁᛅᛚᛒᛁᚼᚮᛋᛅᛚᚢᚴᚢᚦᛋᚢᛘᚢᚦᛁᛦ
ᚭᛋᛘᚢᚾᚦᛁᚱ᛫ᚴᛅᚱᛅᛋᚢᚾ᛫ᛘᛅᚱᚴᛅᚦᛁ
Translitterering av runraden:
' stniltr ' lit · rita stain þino ' abtiʀ ' uiþbiurn ' krikfara ' buanta sin kuþ hialbi hos| |salu| |uk| |kuþs u muþiʀ osmuntr kara sun markaþi
Normalisering till runsvenska:
Stæinhildr let retta stæin þenna æptiʀ Viðbiorn Grikkfara, boanda sinn. Guð hialpi hans salu ok Guðs u moðiʀ. Asmundr Kara sunn markaði.
Översättning till nusvenska:
Stenhild lät resa denna sten efter Vidbjörn greklandsfarare, sin man. Gud och Guds moder hjälpe hans själ. Åsmund Kåresson ristade.

## Historia
Runstenen signerades av den kände runmästaren Åsmund Kåresson.
Bönen som åberopa Gud och Guds mor (kuþhialbihosalukuþsumuþiʀ) är skriven på den horisontella hällen. Denna del skrevs utan mellanrum och flera runor utgör både den sista bokstaven i ett ord och den första bokstaven i det följande ordet, vilket är typiskt för ristaren Åsmund Kåresson.

## Bildgalleri

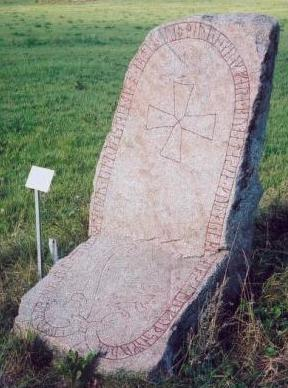
U 956 år 2004
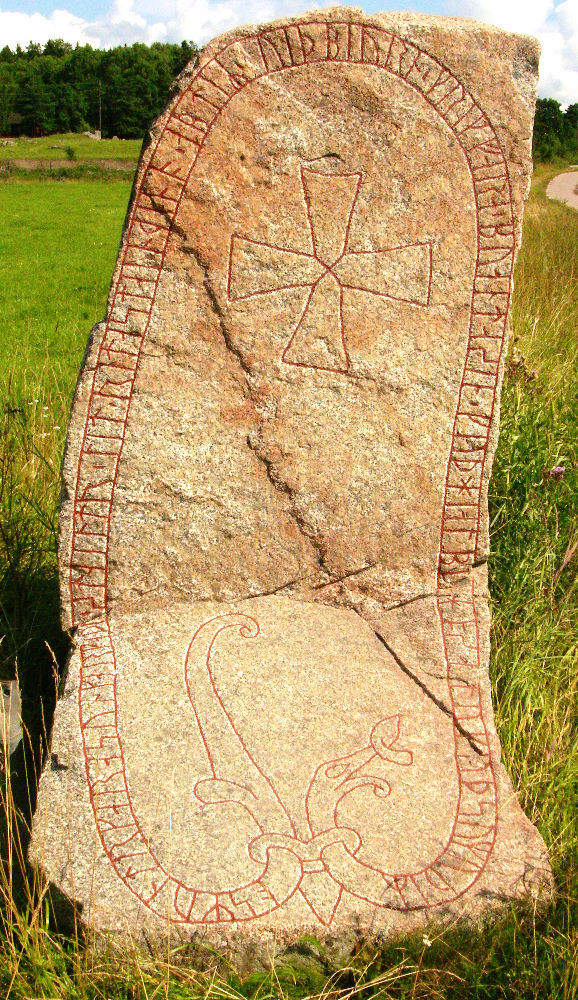
U 956 år 2009 (efter ommålning 2008)
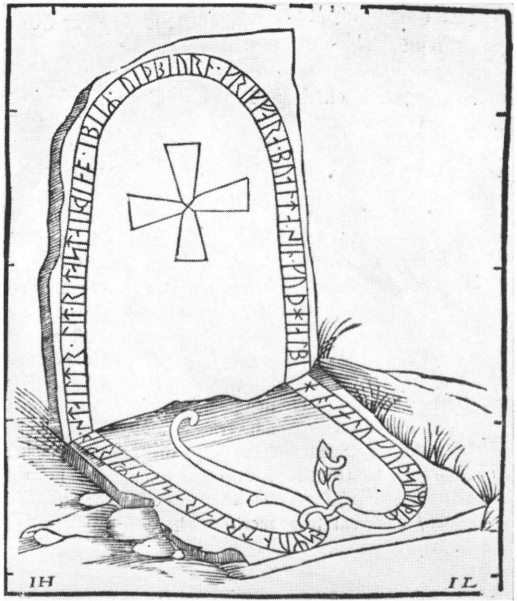
U 956 avbildad av Johan Leitz och Johan Hadorph